# Den reaktionära retoriken
Den reaktionära retoriken: konsten att argumentera mot alla samhällsförändringar, originalets titel The Rhetoric of Reaction: Perversity, Futility, Jeopardy, är en bok av ekonomen Albert O. Hirschman där han granskar kritik som framförts mot att införa medborgerliga rättigheter, motståndet mot allmän rösträtt och kritik mot en politik som ger alla medborgare tillgång till välfärd. Boken kom ut 1991 på engelska och gavs ut av Ordfront förlag i svensk översättning av Hans O. Sjöstöm 1996.
Enligt Hirschman kan den ”reaktionära retoriken” som han kallar den delas upp i tre olika typer av argument. Tvärtomargumenten menar att de föreslagna åtgärderna riskerar att få motsatt effekt. Meningslöshetsargumenten menar att alla åtgärder som föreslås kommer att missa målet och sakna effekt. Äventyrlighetsargumenten hävdar att de föreslagna åtgärderna riskerar att äventyra alla framgångar som hittills gjorts.
Hirschman menar att olika typer av argument förs fram i olika skeden av debatten; äventyrsargumentet kommer exempelvis ofta först, vilket är en orsak till att de olika reaktionära argumentationstyperna kombineras så sällan.